# Кирьяново (усадьба)
Кирья́ново («Дача Дашковой», «Подкова») — загородный дом в палладианском стиле, выстроенный в 1783—1784 гг. для княгини Воронцовой-Дашковой по проекту Джакомо Кваренги на 4-й версте Петергофской дороги. Ныне находится в черте Санкт-Петербурга по адресу: проспект Стачек, дом 45.

## Строительство усадьбы
Первой хозяйкой усадьбы была знаменитая княгиня Екатерина Романовна Дашкова, урождённая Воронцова. Подруга и сподвижница императрицы Екатерины II, участница дворцового переворота 1762 года, директор Петербургской Академии наук, мемуаристка, одна из самых заметных личностей Русского Просвещения.
Название усадьбы первоначально звучало как «Кир и Иоанново». Наречена она была в честь святых бессеребренников Кира и Иоанна, в день памяти которых 28 июня 1762 года, произошло восшествие на престол императрицы Екатерины II. Дашкова намеренно выбрала это название, поскольку покупка земли и строительство дачи совпали по времени с подготовкой заговора по отстранению от власти императора Петра III. Об этом сама Дашкова рассказала в своих «Записках».
Наш круг с каждым днем увеличивался численно, но план действия не имел соответствующего успеха. При таком порядке вещей я половину времени проводила в уединении на своей даче близ Петербурга. Я скрывалась от всех своих друзей под предлогом нездоровья и старалась уяснить свои идеи и изыскать более практичные и верные средства для достижения задуманной цели.
Дача, о которой я говорю, находилась недалеко от города, близ Красного кабачка, и составляла часть обширной болотистой местности, некогда покрытой густым кустарником. Пётр III приказал разделить её между некоторыми помещиками. Посредством осушения и обработки этой бесплодной земли она была обращена богатыми владельцами в плодоносную и прекрасную долину. Мой участок сначала был подарен одному голштинскому генералу; не имея терпения разработать его, он отказался от своего владения, предоставив его опять в распоряжение правительства, а себе избрав другое. В числе прочих эта земля была предложена мне. Но недостаток денежных средств для самых необходимых расходов, которыми я не хотела беспокоить своего мужа, заставил было меня отказаться от неё, подобно голштинскому генералу. Впрочем, отец мой, желая, чтобы я приняла её, предложил построить здесь дом за свой собственный счет и таким образом уладил дело, в котором я сомневалась.
Около этого времени случилось быть в Петербурге сотне крестьян, принадлежащих моему мужу; им позволялось в известное время года работать на самих себя. Из благодарности и любви к их великодушному помещику эти добрые мужики вызвались поработать четыре дня кряду на этом новом владении и потом каждый праздник по очереди продолжать свой труд. С их помощью были прорезаны небольшие каналы и поднята почва для постройки дома и его служб. Но, несмотря на то, что я начинала любить это первое земельное приобретение, которое составляло мою собственность, я не хотела дать ему названия до тех пор, пока не освящу его именем того святого, в день которого увенчается успехом наше политическое предприятие.
Первоначально усадьба была деревянной, прямоугольной в плане, в центре находился господский дом, а по углам — 4 флигеля.
По возвращении в Россию после длительной поездки за границу, в 1782-м году, Дашкова приняла решение о строительстве нового каменного дома. Несмотря на свою близость императрице, княгиня была стеснена материально и не могла позволить себе купить особняк в городе. Решение о перестройке было обусловлено ещё и тем, что во время наводнения 1777 г., усадьба сильно пострадала.
Судя по «Запискам», строительство продолжалось на протяжении 1783—1784 гг. «Я даже трудилась вместе с каменщиками, которые клали стены», — пишет княгиня.
Официально считается, что проект усадьбы был создан архитектором Дж. Кваренги, хотя в своих воспоминаниях Дашкова умалчивает о его участии, называя его автором только себя. Внешний вид здания характерен для русского классицизма 1780—1790-х гг. и соответствует веяниям палладианского стиля. Центральный корпус представляет собой здание с гладкими стенами, прямоугольными окнами и портиком из четырёх ионических колонн, украшающих парадную лестницу. Главный дом соединён с двухэтажными деревянными флигелями, полукруглой крытой галереей, дугой охватывавшей формально задний, а фактически обращённый к дороге — парадный — двор. Противоречие это было вызвана тем, что по указу Петра I дачи вдоль Петергофской дороги должны были строиться фасадом к взморью.
Здание в плане имеет полукруглую форму, с чем связано его неформальное название «Подкова». Существует народное предание, согласно которому во время одной из загородных поездок императрицы лошадь, запряжённая в карету, на месте будущей дачи потеряла подкову. В этот момент Екатерине II и пришла в голову идея построить для своей подруги и компаньонки загородный особняк в форме подковы — символа счастья.
Вокруг дачи был разбит большой английский пейзажный парк, простиравшийся до берега моря. Сквозь него, в направлении к Финскому заливу была проложена просека, а территория была прорезана извилистыми каналами, образующими островки. Известно описание парка принадлежащее И.-Г. Георги относящееся к 1794 году:
Знатные каменные строения составляют с флигелями открытый двор, до большой дороги простирающийся и при оной различными деревьями насажденный. Подле строений находится плодоносный сад с теплицами. Позади строений есть смешанный лес с знатным лугом подле ручейка и знатных каналов, окружающих также небольшой остров с банею. В лес идут прямые и извивающиеся дорожки к морскому заливу, при котором находятся каменные дома, и между обоими главный вход.
Судя по планам, гравюрам и описанию Георги, от подобных ей окрестных дач других аристократов усадьбу отличал аскетизм общего устройства: минимум флигелей, служб и павильонов, а сад сознательно создавался как место прогулок в уединении или в компании близких друзей.
Однако Дашкова недолго смогла наслаждаться идиллическим образом жизни в выстроенной и обустроенной ею самой усадьбе. Материальное положение княгини оставалось стеснённым и скоро она была вынуждена сдавать дачу внаём. Так, в начале 90-х годов дачу снимало семейство князя Шаховского.
Попав в опалу, последние годы своей жизни Екатерина Романовна Дашкова провела вдали от Санкт-Петербурга и Кирьяново. Она поселилась в имении своего мужа — селе Троицком Калужской губернии. 4 (16) января 1810 года она скончалась в Москве. Кирьяново наследовал её двоюродный племянник Иван Илларионович Воронцов-Дашков.

## История усадьбы в XIX веке
Дальнейшая судьба усадьбы была полна неожиданных поворотов. Ещё в 1805 году на территории усадьбы работал трактир «Великобританский».
Владельцы и съемщики сменяли друг друга: кроме Шаховских, здесь жили П. А. Катенин, Д. И. Хвостов и др. На литературных вечерах, устраивавшихся в стенах усадьбы, читал свои басни И. А. Крылов.
Существуют разные предания, связанные с «Кирьяново». М. И. Пыляев в своей книге «Забытое прошлое окрестностей Петербурга» упоминает о трагической гибели 23-летней княгини Шаховской, о кладе с фамильными бриллиантами, якобы зарытым графом Завадовским. Есть и комичная история в стиле гоголевского рассказа о том, как поссорились сенатор Нарышкин и княгиня Дашкова по поводу двух забредших в усадьбу свиней.
В 1838 г. И. И. Воронцов-Дашков продал «Кирьяново» купцам Якимовым, которыми в том же году была построена в ней шёлковая фабрика. А к 1865 году, кроме каменного и двух деревянных купеческих домов, на территории бывшей усадьбы было уже две фабрики шелковых и шерстяных изделий.
В 1847 г. А. В. Якимовым приморская часть дачи была продана А. В. Стариковой, что, по сути дела, привело к разделению сада. Окончательно парк был разрушен в 1870-х годах во время строительства Путиловской железной дороги. Для устройства насыпи с его территории забирался грунт; так образовался огромный пруд-карьер, частично существующий и сейчас.

## Судьба усадьбы в XX—XXI веках
В конце XIX века в усадьбе располагались оранжереи известного благотворителя, купца А. М. Ушакова. Тогда же в заброшенных уголках парка стали собираться революционно настроенные рабочие. На одном из таких собраний выступал М. И. Калинин. А в начале XX века в усадьбе А. М. Ушаковым был организован семейный клуб рабочих Путиловского завода, в связи с чем, здание усадьбы подверглось переделке: на крыльях и флигелях появились деревянные надстройки, исказившие её вид.
После Октябрьской революции в разное время в здании усадьбы размещались пионерская база завода «Красный путиловец», жилой дом, школа для взрослых, а после войны — детский сад.
В 1934 г. рядом с усадьбой по проекту Н. А. Троцкого был построен путепровод для Путиловской железнодорожной ветки.
В 1970—1975 гг. здание усадьбы было взято под охрану государства, отреставрировано по проекту М. И. Толстова и приспособлено под дворец бракосочетания Кировского района.
В 1970-е годы была предпринята попытка хотя бы отчасти восстановить парк усадьбы, но она была прервана, когда в середине 1980-х годов началось возведение нового цеха Кировского завода. Сейчас уродливый остов этого незавершенного объекта строительства возвышается за усадьбой.
С 2007 года в правом флигеле усадьбы действуют филиал музея «Нарвская застава» и мемориальная комната княгини Екатерины Романовны Дашковой.
В 2011 году был начат ремонт здания. Впритык к усадьбе был построен Западный скоростной диаметр. В 2013 ремонт завершился.